# Alma Thormalm
Alma Märta Linnéa Thormalm, född 22 februari 1996, är en svensk simmare. Hennes yngre syster, Klara, är också en simmare.
Mellan 2016 och 2020 studerade Thormalm vid San Diego State University och tävlingssimmade för San Diego State Aztecs.

## Karriär

### 2013–2014: Flera medaljer på junior-SM
Thormalm tävlade som ung för Hvetlanda SS men bytte hösten 2012 klubb till Jönköpings SS. I juli 2013 vid långbane-JSM i Halmstad var hon en del av laget som tog brons på 4×100 meter frisim. I november 2013 vid kortbane-JSM i Göteborg tog Thormalm brons på 100 meter medley samt var en del av kapplaget som tog guld på 4×50 meter frisim, brons på 4×100 meter frisim och brons på 4×50 meter medley.
I juli 2014 vid långbane-JSM i Borås tog Thormalm brons på 50 meter ryggsim samt var en del av kapplaget som tog silver på 4×100 meter frisim. I november 2014 vid kortbane-JSM i Stockholm tog hon silver på 100 meter medley, silver på 100 meter frisim och brons på 50 meter frisim samt var en del av kapplaget som tog guld på 4×50 meter frisim, silver på 4×100 meter frisim, silver på 4×100 meter medley och brons på 4×50 meter medley. Kort därefter blev Thormalm uttagen i det svenska landslaget till nordiska juniormästerskapen i Upplands Väsby följande månad. Väl där tog hon flera medaljer, bland annat ett silver på 50 meter frisim efter att ha slutat tvåa bakom systern Klara Thormalm.

### 2015–2016: Svenskt juniorrekord i lagkapp
I maj 2015 blev Thormalm uttagen till Universiaden i Gwangju. Hon noterade nya personliga rekord på 50 meter fjärilsim och 50 meter ryggsim vid tävlingen samt var en del av Sveriges kapplag som slutade på sjätte plats på 4×100 meter frisim. I november 2015 vid kortbane-JSM i Helsingborg var Thormalm en del av Jönköpings Simsällskaps kapplag tillsammans med systern Klara Thormalm, Johanna Pettersson och Hanna Eriksson som tog guld och noterade ett nytt svenskt juniorrekord på 4×50 meter frisim med tiden 1.41,68. De tog även silver tillsammans på 4×100 meter frisim samt brons på 4×200 meter frisim, 4×50 meter medley och 4×100 meter medley. Individuellt tog Thormalm silver på 50 meter frisim efter att ha kommit tvåa bakom systern Klara Thormalm.
I juli 2016 vid långbane-JSM i Norrköping tog Thormalm guld på 50 meter ryggsim, silver på både 50 och 100 meter fjärilsim och brons på 100 meter frisim. Hon var även en del av Jönköpings Simsällskaps kapplag som tog silver på 4×100 meter frisim, silver på 4×100 meter medley och brons på 4×200 meter frisim. I november 2016 vid kortbane-SM i Stockholm tog Thormalm silver på 100 meter medley, brons på 100 meter frisim samt var en del av kapplaget som tog silver på 4×50 meter frisim. Vid JSM som arrangerades samtidigt tog hon guld på 100 meter medley samt silver på både 50 och 100 meter frisim. Thormalm var även en del av kapplaget som tog guld på 4×50 meter frisim, 4×100 meter frisim och 4×200 meter frisim samt silver på 4×50 meter medley och 4×100 meter medley.

### 2017–2019: Första EM-deltagandet och guld i lagkapp
I juli 2017 vid långbane-SM i Borås var Thormalm en del av Jönköpings Simsällskaps kapplag tillsammans med Hanna Eriksson, Ebba Stillman och Alice Müllern som tog brons på 4×200 meter frisim. I november 2017 vid kortbane-SM i Jönköping var hon en del av kapplaget tillsammans med systern Klara Thormalm, Alice Müllern och Hanna Eriksson som tog silver på 4×200 meter frisim samt brons på både 4×50 meter frisim och 4×100 meter frisim.
I juni 2019 vid långbane-SM i Malmö var Thormalm en del av Jönköpings Simsällskaps kapplag tillsammans med systern Klara Thormalm, Wilma Johansson och Hanna Eriksson som tog guld på både 4×100 meter frisim och 4×200 meter frisim samt silver på 4×100 meter medley. Individuellt tog hon även silver på 50 meter fjärilsim. I november 2019 vid kortbane-SM i Eskilstuna var Thormalm en del av kapplaget som tog guld på både 4×50 meter frisim och 4×100 m frisim samt silver på både 4×50 meter medley och 4×100 meter medley. Individuellt tog hon även brons på 100 meter medley. Efter mästerskapet blev Thormalm uttagen i Sveriges trupp till kortbane-EM i Glasgow följande månad. Individuellt tävlade hon i 50 meter ryggsim, 50 och 100 meter frisim samt 100 meter medley, med en 25:e plats på 50 meter rygg som bästa placering. Thormalm var även en del av kapplaget som gick till final och slutade på åttonde plats på 4×50 meter medley, tionde plats på 4×50 meter frisim samt elfte plats på 4×50 meter mixad frisim.

### 2021–2022
I april 2021 blev Thormalm uttagen i Sveriges trupp till långbane-EM i Budapest. Individuellt tävlade hon i 50 och 100 meter frisim, där det blev en 41:a respektive 47:e plats. Thormalm var även en del av Sveriges kapplag tillsammans med Michelle Coleman, Sophie Hansson och Louise Hansson som slutade på sjunde plats i försöksheatet på 4×100 meter frisim och kvalificerade sig för finalen. I finalen ersattes hon dock av Sara Junevik i kapplaget som då slutade på femte plats.
I juli 2021 vid långbane-SM i Halmstad tog Thormalm guld på 50 meter ryggsim, silver på 50 meter fjärilsim och brons på 50 meter frisim. Hon var även en del av Jönköpings Simsällskaps kapplag som tog guld på 4×100 meter frisim och 4×100 meter medley. I november 2021 vid kortbane-SM i Stockholm tog Thormalm brons på 50 meter frisim och 100 meter medley. Hon var även en del av kapplaget som tog silver på 4×50 meter frisim, 4×100 meter frisim, 4×50 meter medley och 4×100 meter medley.
I juli 2022 vid långbane-SM i Linköping tog Thormalm brons på 100 meter ryggsim samt var en del av Jönköpings Simsällskaps kapplag som tog guld på 4×100 meter frisim och silver på både 4×100 meter medley och 4×100 meter mixad medley.